# 자크 에를랭

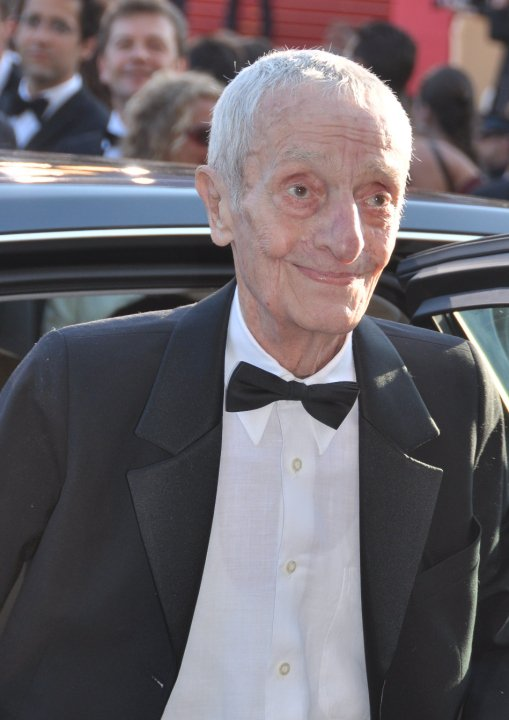

자크 에를랭(프랑스어: Jacques Herlin, 1924년 8월 17일 ~ 2014년 6월 7일)은 프랑스의 배우이다.
르베지네에서 태어났으며 파리에서 사망하였다. 사인은 질병이다.

## 영화
- 페어웰, 마이 퀸 (2012년)
- 아워 데이 윌 컴 (2010년)
- 신과 인간 (2010년) - 아메디 역
- 웰컴 (2009년)
- 헬로우 굿바이 (2008년)
- 어느 멋진 순간 (2006년)
- 7년의 결혼생활 (2003년)
- 약제사 (2003년)
- 잔 다르크 (1999년)
- 애니멀스 (1998년)
- 망각의 다이아몬드 (1991년)
- 귀여운 여도적 (1989년)
- 혁명가의 연인 (1988년)
- 프레클드 맥스 앤드 더 스푹스 (1987년)
- 레이스 (1984년)
- 달빛 그림자 (1983년)
- 살라맨더 (1981년)
- 워 오브 더 로보츠 (1978년)
- 썸머 캠프 (1978년)
- 카사노바(영어판) (1977년)
- 몬도 칸디도 (1975년)
- 프로퍼티 이즈 노 롱거 어 세프트 (1973년)
- 로마여 영원하라 (1973년)
- 바이킹 후 비케임 어 비가미스트 (1969년)
- 언체인드 (1968년)
- 이방인 (1967년)
- 용의자 (1967년)
- 양키 (1966년)
- 채찍과 시체 (1963년)
- 가로수 길 (1960년)